# Manoir de Kerscao
Le manoir de Kerscao est un édifice situé à Locmaria-Plouzané en France.

## Localisation
Le manoir est situé sur le territoire de la commune de Locmaria-Plouzané, dans le département du Finistère en région Bretagne.

## Description
Le manoir est en ruine dès 1468, il a été reconstruit pour la famille de Kerguiziau de Kerscao en deux campagnes, la première vers 1520-1530 (cuisine, tour d'escalier, pavillon nord-est) , la seconde vers 1590-1600, qui correspond à un agrandissement vers l'est, par Claude de Kerguiziau. L'architecture est remarquable pour plusieurs éléments : la qualité de mise en oeuvre des matériaux (polychromie) , la perfection du système défensif (bouches à feu) , le carrelage de terre cuite vernissée, la mise en oeuvre de l'escalier. Le manoir a été modifié pendant son utilisation comme ferme, mais il est en cours de restauration depuis 1977. Il possède une double enceinte. La plus grande enclôt l'espace des anciens jardins, soit environ deux hectares, et a conservé la quasi-totalité du linéaire de ses murs ; elle comprend le logis, à l'angle sud-est, une tour en ruines à l'angle nord-est, la chapelle au sud (1590) et le colombier. La petite enceinte correspond à la cour, fermée au nord par le logis, à l'est et à l'ouest par des communs et au sud par un mur percé d'un portail double. Une tour carrée occupe l'angle sud-ouest de la cour, qui comprend également un puits.

## Historique
Le manoir est inscrit partiellement au titre des monuments historiques par arrêté du 4 février 1998.

## Protection
Éléments protégés : le logis, chapelle et colombier en totalité, façades et toitures des communs, puits, murs de la cour et murs de clôture des jardins. 

## Galerie

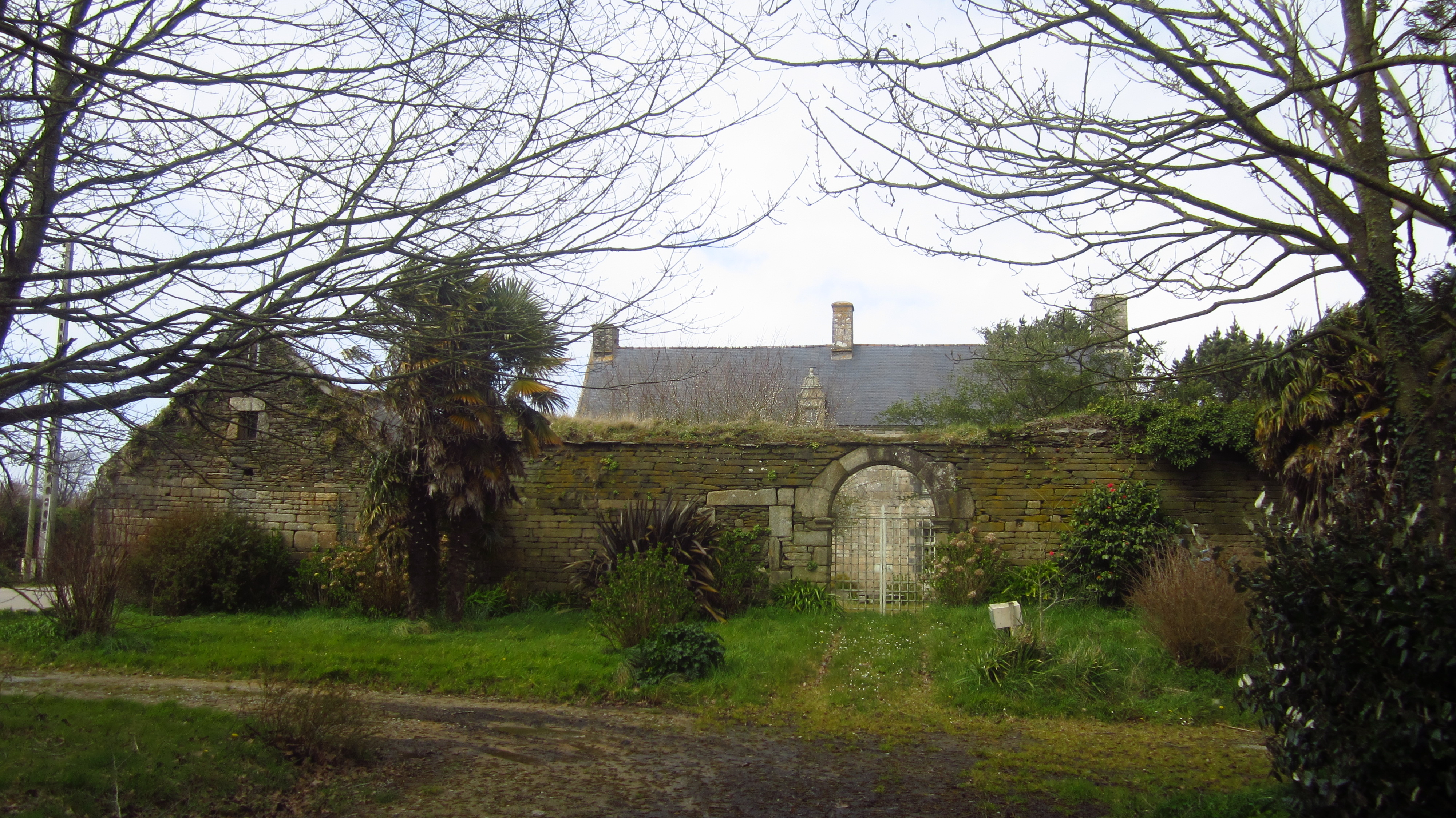
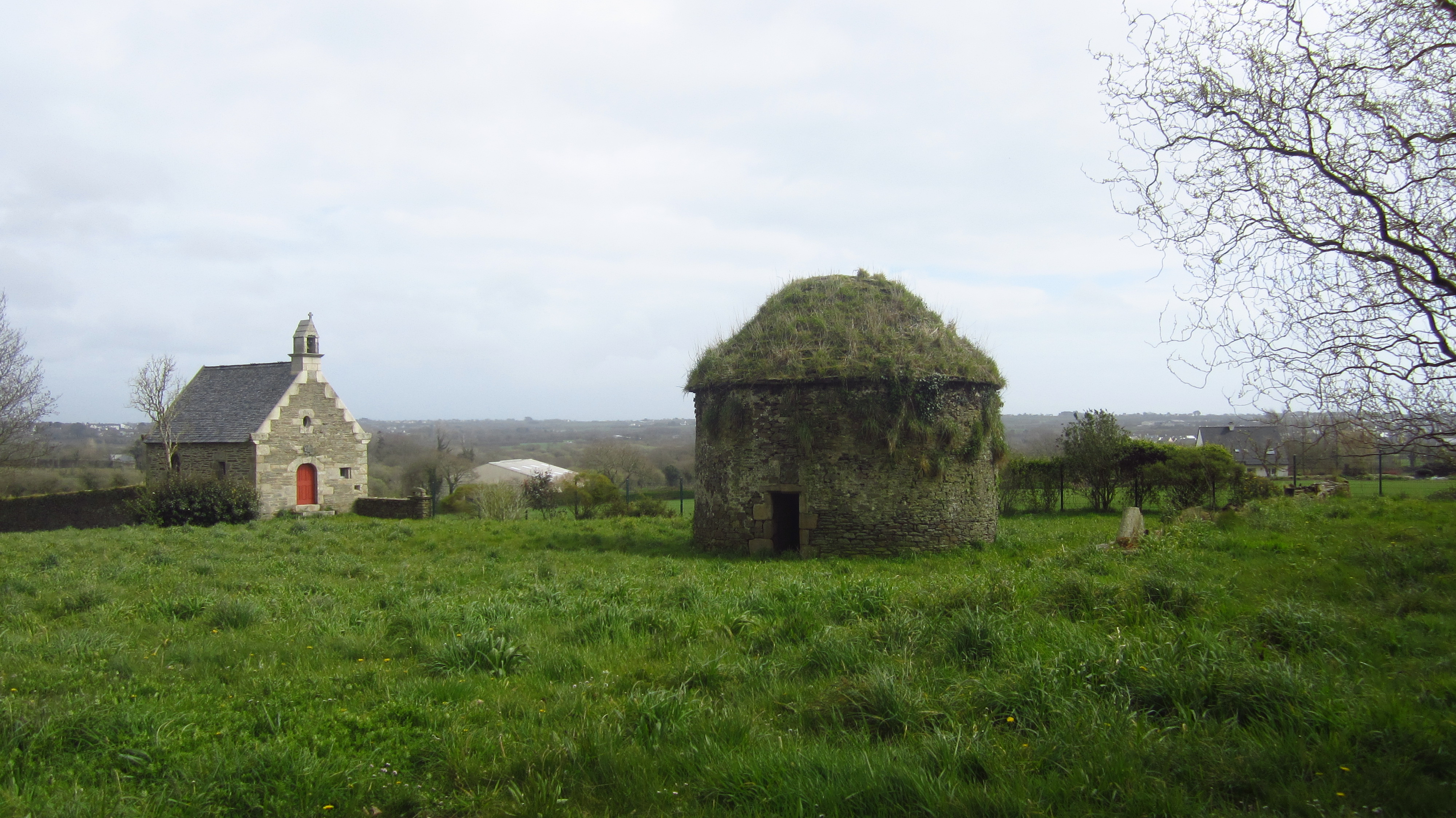